# Isidrogalvia robustior
Isidrogalvia robustior är en kärrliljeväxtart som först beskrevs av Julian Alfred Steyermark, och fick sitt nu gällande namn av Robert William Cruden. Isidrogalvia robustior ingår i släktet Isidrogalvia och familjen kärrliljeväxter. Inga underarter finns listade.